# American Hockey League 1946-1947
La stagione 1946-1947 è stata la 11ª edizione della American Hockey League, la più importante lega minore nordamericana di hockey su ghiaccio. Rispetto alla stagione precedente il calendario venne allungato fino a raggiungere quota 64 incontri. La stagione vide al via dieci formazioni e al termine dei playoff gli Hershey Bears conquistarono la loro prima Calder Cup sconfiggendo i Pittsburgh Hornets 4-3.

## Modifiche
- I New Haven Eagles cambiarono il proprio nome in New Haven Ramblers.
- Gli Springfield Indians, dopo aver sospeso le attività nel 1942, ritornarono a competere in AHL nella East Division.
- Nacquero i Philadelphia Rockets e al momento dell'iscrizione in AHL vennero inseriti nella East Division.
- I Buffalo Bisons si trasferirono dalla East alla West Division.

## Stagione regolare

### Classifiche
East Division
|  | Pos. | Squadra              | Pt | G  | V  | S  | N  | GF  | GS  | DR   |
|  | ---- | -------------------- | -- | -- | -- | -- | -- | --- | --- | ---- |
|  | 1.   | Hershey Bears        | 84 | 64 | 36 | 16 | 12 | 276 | 174 | +102 |
|  | 2.   | Springfield Indians  | 59 | 64 | 24 | 29 | 11 | 202 | 220 | -18  |
|  | 3.   | New Haven Ramblers   | 56 | 64 | 23 | 31 | 10 | 199 | 218 | -19  |
|  | 4.   | Providence Reds      | 52 | 64 | 21 | 33 | 10 | 226 | 281 | -55  |
|  | 5.   | Philadelphia Rockets | 17 | 64 | 5  | 52 | 7  | 188 | 400 | -212 |

West Division
|  | Pos. | Squadra               | Pt | G  | V  | S  | N  | GF  | GS  | DR  |
|  | ---- | --------------------- | -- | -- | -- | -- | -- | --- | --- | --- |
|  | 1.   | Cleveland Barons      | 84 | 64 | 38 | 18 | 8  | 272 | 215 | +57 |
|  | 2.   | Buffalo Bisons        | 83 | 64 | 36 | 17 | 11 | 257 | 173 | +84 |
|  | 3.   | Pittsburgh Hornets    | 80 | 64 | 35 | 19 | 10 | 260 | 188 | +72 |
|  | 4.   | Indianapolis Capitals | 79 | 64 | 33 | 18 | 13 | 285 | 215 | +70 |
|  | 5.   | St. Louis Flyers      | 46 | 64 | 17 | 35 | 12 | 211 | 292 | -81 |

Legenda:

      Ammesse ai Playoff
Note:

Due punti a vittoria, un punto a pareggio, zero a sconfitta.

### Statistiche
Classifica marcatori
| Giocatore         | Squadra               | PG | Gol | Assist | Punti |
| ----------------- | --------------------- | -- | --- | ------ | ----- |
| Phil Hergesheimer | Philadelphia Rockets  | 64 | 48  | 44     | 92    |
| Bob Carse         | Cleveland Barons      | 62 | 27  | 61     | 88    |
| Johnny Holota     | Cleveland Barons      | 64 | 52  | 35     | 87    |
| Les Douglas       | Indianapolis Capitals | 51 | 26  | 57     | 83    |
| Cliff Simpson     | Indianapolis Capitals | 54 | 42  | 36     | 78    |
| John Chad         | Providence Reds       | 63 | 32  | 43     | 75    |
| Pete Leswick      | Cleveland Barons      | 64 | 32  | 41     | 73    |
| Frank Mario       | Hershey Bears         | 64 | 24  | 47     | 71    |
| Johnny Mahaffy    | Buffalo Bisons        | 63 | 29  | 40     | 69    |
| John O'Flaherty   | Pittsburgh Hornets    | 64 | 33  | 35     | 68    |
|                   |                       |    |     |        |       |

Classifica portieri
| Giocatore      | Squadra             | PG | MGS  |  |
| -------------- | ------------------- | -- | ---- |  |
| Baz Bastien    | Pittsburgh Hornets  | 40 | 2.60 |  |
| Harvey Bennett | Hershey Bears       | 60 | 2.61 |  |
| Conne Dion     | Buffalo Bisons      | 61 | 2.72 |  |
| Johnny Bower   | Cleveland Barons    | 40 | 3.10 |  |
| Floyd Perras   | Springfield Indians | 62 | 3.29 |  |
|                |                     |    |      |  |

## Playoff
|  | Primo turno | Primo turno         | Primo turno        |                    |                | Semifinali     | Semifinali    | Semifinali |  |  | Calder Cup | Calder Cup | Calder Cup |  |
|  |             |                     |                    |                    |                |                |               |            |  |  |            |            |            |  |
|  |             |                     |                    |                    |                | E1             | Hershey Bears | 4          |  |  |            |            |            |  |
|  |             |                     |                    |                    |                | E1             | Hershey Bears | 4          |  |  |            |            |            |  |
|  |             |                     | W1                 | Cleveland Barons   | 0              |                |               |            |  |  |            |            |            |  |
|  |             |                     |                    | Cleveland Barons   | 0              |                |               |            |  |  |            |            |            |  |
|  |             |                     |                    |                    |                |                |               |            |  |  |            |            |            |  |
|  |             |                     |                    |                    |                |                |               |            |  |  |            |            |            |  |
|  |             | Hershey Bears       | Hershey Bears      | 4                  |                |                |               |            |  |  |            |            |            |  |
|  |             |                     |                    |                    |                |                |               |            |  |  |            |            |            |  |
|  |             |                     | Pittsburgh Hornets | Pittsburgh Hornets | 3              |                |               |            |  |  |            |            |            |  |
|  | E2          | Springfield Indians | Pittsburgh Hornets | Pittsburgh Hornets | 3              | 0              |               |            |  |  |            |            |            |  |
|  | E2          | Springfield Indians |                    |                    |                |                |               |            |  |  |            |            |            |  |
|  | W2          | Buffalo Bisons      | 2                  |                    |                |                |               |            |  |  |            |            |            |  |
|  | W2          | Buffalo Bisons      | 2                  |                    | Buffalo Bisons | Buffalo Bisons | 0             |            |  |  |            |            |            |  |
|  |             |                     |                    |                    | Buffalo Bisons | Buffalo Bisons | 0             |            |  |  |            |            |            |  |
|  |             |                     | Pittsburgh Hornets | Pittsburgh Hornets | 2              |                |               |            |  |  |            |            |            |  |
|  | E3          | New Haven Ramblers  | Pittsburgh Hornets | Pittsburgh Hornets | 2              | 1              |               |            |  |  |            |            |            |  |
|  | E3          | New Haven Ramblers  |                    |                    |                |                |               |            |  |  |            |            |            |  |
|  | W3          | Pittsburgh Hornets  | 2                  |                    |                |                |               |            |  |  |            |            |            |  |

## Premi AHL
- Calder Cup: Hershey Bears
- F. G. "Teddy" Oke Trophy: Cleveland Barons

### Vincitori
| Hershey Bears | Portiere: Gordon Henry Difensori: Andy Branigan, Hy Buller, Babe Pratt, Pete Slobodian Attaccanti: Pete Babando, Gordon Bruce, Herb Cain, Armand Gaudreault, Lloyd Gronsdahl, Don Grosso, Augie Herchenratter, Frank Mario, Norm McAtee, Johnny Peirson, Paul Ronty, Gino Rozzini Allenatore: Don Penniston |

### AHL All-Star Team
First All-Star Team
- Attaccanti: Bob Carse • Johnny Holota • Phil Hergesheimer
- Difensori: Hugh Millar • Ernie Dickens
- Portiere: Baz Bastien

Second All-Star Team
- Attaccanti: Cliff Simpson • Les Douglas • Pete Leswick
- Difensori: Elwyn Morris • Ott Heller
- Portiere: Harvey Bennett